# 4536 Дрюпінскі
4536 Дрюпінскі (4536 Drewpinsky) — астероїд головного поясу, відкритий 22 лютого 1987 року.
Тіссеранів параметр щодо Юпітера — 3,661.